# Phyllabraxas
Phyllabraxas là một chi bướm đêm thuộc họ Geometridae.